# Thomas Lansius
Thomas Lansius (auch Lanß, Lans, Lantz) (* 16. Februar 1577 in Perg; † 22. Dezember 1657 in Tübingen) war ein deutscher Rechtswissenschaftler und Hochschullehrer.
Er wurde als Doktor beider Rechte bei Johannes Christoph Harpprecht an der Eberhard Karls Universität Tübingen promoviert.
1606 berief ihn Herzog Friedrich von Württemberg zum ordentlichen Professor für Politik, Geschichte und Beredsamkeit am Tübinger Collegium Illustre (Adelshochschule). 1611 holte ihn Herzog Johann Friedrich von Württemberg auf einen der beiden juristischen Lehrstühle des Kollegiums. Lansius war (unterbrochen durch die zeitweilige Schließung während des Dreißigjährigen Krieges) bis zu seinem Tod am Collegium Illustre tätig. 1636 bezog er auch einen juristischen Lehrstuhl an der Universität Tübingen, den er bis zu seinem Tod innehatte.

## Leben

### Kindheit und Jugend

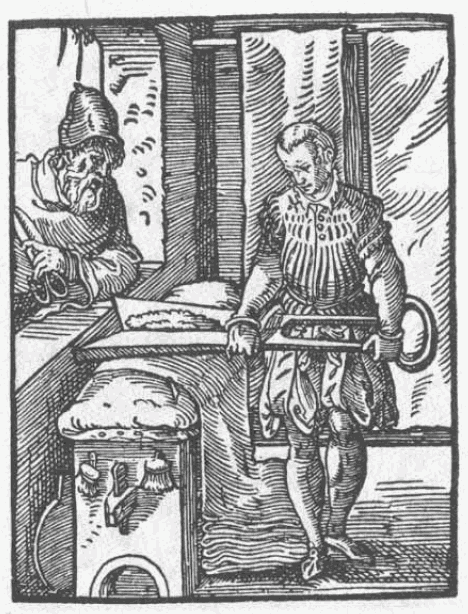
Thomas Lanß war der Sohn des Tuchscherers Lienhart Lanß aus Perg in Oberösterreich

Thomas Lanß wurde am 16. Februar 1577 des julianischen (26. Februar 1577 des gregorianischen Kalenders) als Sohn des Tuchscherers und späteren Perger Marktrichters Leonhart (Lienhart) Lanß († 1598) und dessen Ehefrau Anna (geborene Weiglin, † 1597) in Perg geboren und besuchte dort die Schule. Sein Talent, das sich durch Schärfe des Verstandes, Genauigkeit des Gedächtnisses und Richtigkeit des Urteils auszeichnete, wurde bereits zu dieser Zeit erkannt.
Mit knapp 14 Jahren meldete er sich zum Kriegshilfsdienst für den Kampf gegen die in Ungarn vorrückenden Türken, kehrte bald schwer leidend in seine Heimat zurück, um seine Ausbildung fortzusetzen. Er kam an die protestantische Landschaftsschule (der Vorläuferschule des heutigen Akademischen Gymnasiums) in Linz, wo er bis zur Vollendung des 16. Lebensjahres blieb und dabei unter anderen Georg Calaminus als Lehrer hatte.

### Studium und Reisen
Die ungünstige Entwicklung der Verhältnisse für den Protestantismus in Österreich bewogen ihn dazu, sein Vaterland zu verlassen und seine Studien im Ausland fortzusetzen.
Auf Anraten von Eltern und Freunden begab er sich auf Reisen und gehörte zu den Hörern der bekannten Lehrer der damaligen Zeit an verschiedenen Universitäten, beispielsweise in Tübingen, in Marburg (Hessen) und in Paris. Er studierte die verschiedensten Wissensgebiete, wie lateinische und griechische Literatur und Kunst, Pflege der orientalischen Sprachen, Naturwissenschaften, insbesondere Physiologie, weiters Mathematik, Moralphilosophie, Beredsamkeit und Staatswissenschaften.
Mit knapp 20 Jahren legte er die Disputation Über die Grundstoffe der natürlichen Dinge vor, die er seinem Vater widmete. In der Folge studierte er an den Universitäten in Tübingen, Marburg und Wittenberg Philosophie und Rechtswissenschaften.
Im Jahr 1600 wurde er in Zusammenhang mit einem wissenschaftlichen Rechtsstreit in Marburg genannt. Er blieb dort bis 1601. Weitere Stationen seiner Bildungsreisen waren 1602 Frankfurt am Main und Paris, wobei er sich an Abraham Hölzel von Sternstein (um 1580–1651), einem vornehmen Österreicher, anschloss, um den Hof, die Hohe Schule und den berühmten Handel kennenzulernen. Hölzel wurde später sein Schwager.
Von Paris aus durchwanderte er ab 1603 die Champagne, Lothringen, Elsass, die Herzogtümer Markgrafschaft Baden, Schwaben, Franken, Hessen, die Herzogtümer Braunschweig und Lüneburg, Bremen und Oldenburg, Westfalen, Friesland, das verbündete Belgien, die Herzogtümer Geldern, Cleve und Berg, Köln und Trier, das Herzogtum Luxemburg, Hannover, Flandern und Brabant. Weiters London und zurück nach Paris. 1604 ging es nach Rom, von dort neuerlich nach London, weiter nach Süddeutschland und an den Rhein. Die letzte dieser Reisen ging nach Ungarn und Böhmen, wo er sich in Prag am kaiserlichen Hof aufhielt.

### Heirat und Professur am Collegium Illustre

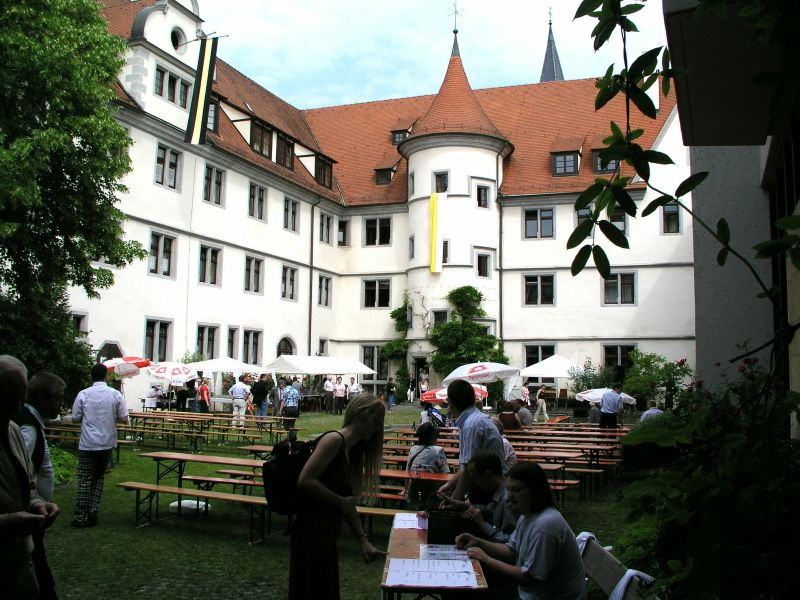
Wilhelmstift in Tübingen, Fassade mit Ausnahme des Ostflügels noch aus der Zeit des Collegium Illustre

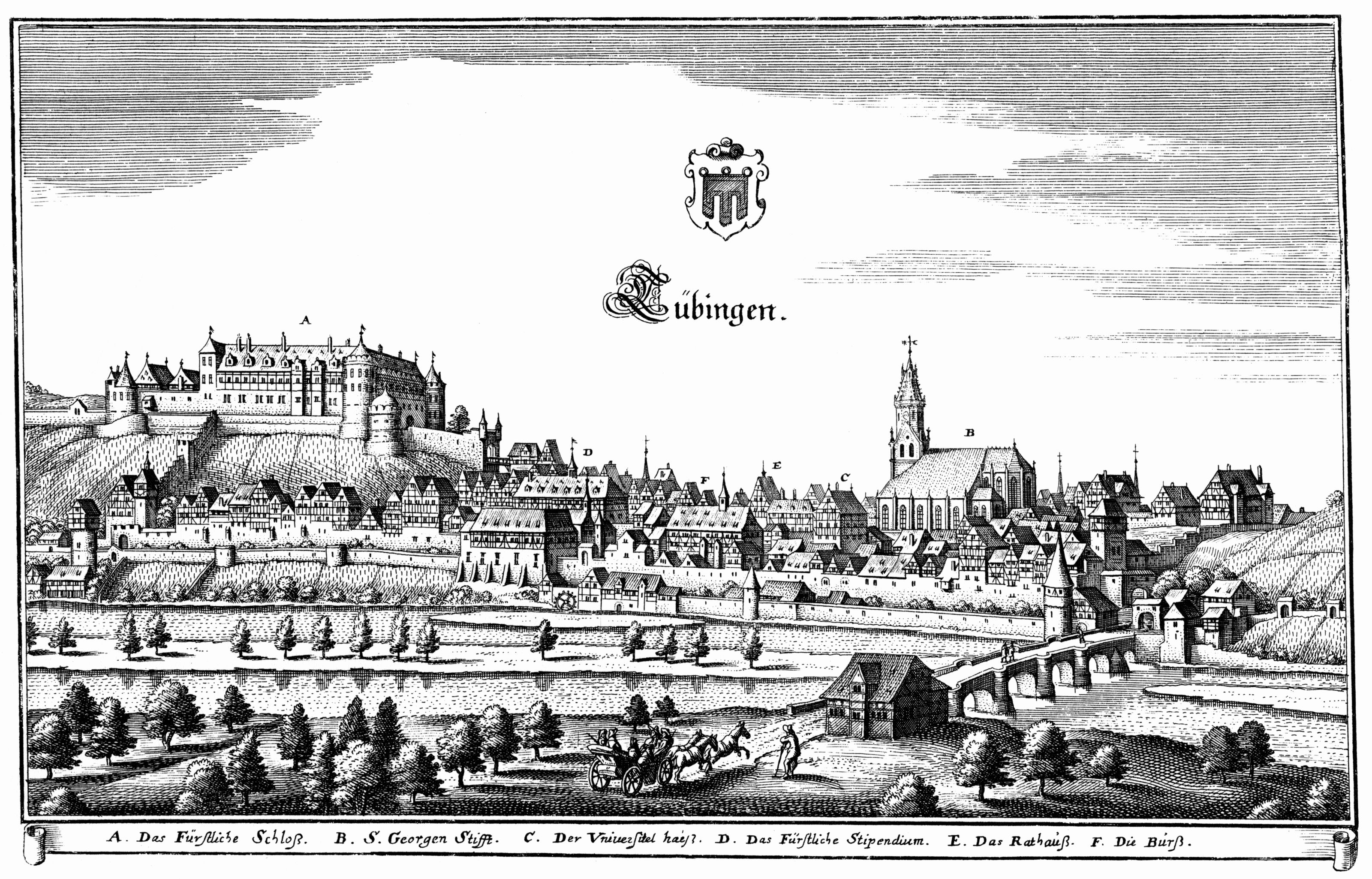
Schloss Hohentübingen

Am 3. September 1604, dem Tag seiner Promotion bei Johannes Harpprecht als Doktor beider Rechte, heiratete er Susanna, geborene Schnepff (Tochter des Tübinger Theologieprofessors Dietrich Schnepf). Diese verstarb 1621 und Lansius war danach von 1624 bis zu seinem Tod mit Anna Maria Kaspar (* 19. Jänner 1605 in Tübingen; † 4. Dezember 1680 in Tübingen, Tochter des vormaligen Tübinger Bürgermeisters Rudolf Kaspar) verheiratet. Deren gemeinsame Tochter Maria Susanna heiratete Wolfgang Adam Lauterbach.
Lansius, wie er sich schon als Student nannte, wurde 1606 zum ordentlichen Professor für Politik, Geschichte und Beredsamkeit sowie ab 1611 zusätzlich auf einen der beiden juristischen Lehrstühle am Tübinger Collegium Illustre (Adelshochschule) berufen. Er wirkte dort 51 Jahre, bis zu seinem Tod 1657, und galt dort als dessen erfolgreichster Lehrer. An der Universität von Tübingen wirkte der mehrfach als Visitator und Kommissar und von 1636 bis zu seinem Tod am 22. Dezember 1657 nach julianischem (1. Jänner 1658 nach gregorianischem) Kalender auch als Inhaber eines juristischen Lehrstuhls der Universität Tübingen.
Einerseits erhielt er viele Rufe auf Lehrstühle, die er alle ablehnte, andererseits übte die Lehranstalt unter seiner Wirkung Anziehungskraft auf Adelige in ganz Mitteleuropa aus. Er pflegte Kontakte mit vielen Gelehrten seiner Zeit, unter anderem hat ihm der Tacitus-Kommentator, Württembergisch-Mömpelgardische Diplomat und Kanzler Christoph von Forstner (1598–1667), eines seiner Hauptwerke, die Centuriae Hypomnematum politicorum (Straßburg 1623), gewidmet. Er galt als geschätzter juristischer Berater von Fürstenhöfen, beispielsweise war er das lebendige Archiv des Stuttgarter Hofes, und Freunden, darunter Johannes Kepler, dem er vermutlich gemeinsam mit Christoph Besold im gegen dessen Mutter, Katharina Kepler, angezettelten Hexenprozess half.
Das Haus von Thomas Lansius mit Bibliothek in Tübingen (heutige Adresse Neckarhalde 15), geriet 1647 während des Dreißigjährigen Krieges im Zuge der Belagerung von Schloss Hohentübingen durch französische Truppen in Gefahr und wurde schwer beschädigt.

## Münzsammlung des Thomas Lansius
Thomas Lansius hinterließ eine Sammlung von 24 goldenen, 1100 silbernen und 1092 bronzenen Münzen. Die Sammlung wurde im Jahr 1672 durch den Hofbibliothekar Peter Lambeck für das kaiserliche Münzkabinett in Wien um 1200 (oder 1800) Gulden erworben und kam von Tübingen nach Wien.
Die Münzen waren zuvor dem Hartungischen Glückshafen einverleibt. Sophia Helena Hartung, Witwe, quittierte den Empfang der bar erhaltenen Zahlung für die insgesamt 2.216 Münzen. Es dürfte sich überwiegend um römische Münzen gehandelt haben. Aus dieser Sammlung wurden 1752 auf Befehl der Kaiserin Maria Theresia durch Valentin Jamerai Duval und Erasmus Fröhlich die selteneren und wertvolleren der kaiserlichen Münzsammlung einverleibt.

## Hauptwerke
Als Hauptwerk von Thomas Lansius gilt die „Consultatio de principatu inter provincias Europae“. Dabei handelt es sich um eine Sammlung von Reden, die er für seine adeligen Schüler vorbereitet hatte. Die Erstausgabe erschien 1613, wobei als Herausgeber der Bruder des württembergischen Herzogs Friedrich Achilles (Württemberg-Neuenstadt) fungierte. Das in Kupfer gestochene Titelbild stammt von Lucas Kilian. Ein Sonderdruck auf speziellem Papier und mit färbigem Titelbild wurde Kaiser Matthias (HRR) gewidmet und diesem übermittelt. Dessen ungeachtet kam es wegen kritischer Passagen auf den päpstlichen Index der verbotenen Bücher. Das Werk erlebte allein in Tübingen sechs Auflagen (1613, 1620, 1626, 1635, 1655 und 1678) und wurde 1636 und 1637 zusätzlich zweimal in Amsterdam herausgegeben. James Howell bearbeitete das Werk, übersetzte es in die englische Sprache und veröffentlichte es unter dem Titel „The German diet on the Balance of Europe“ oder kurz „A German diet“.
Kurz vor seinem Tod gab Lansius 1656 unter dem Titel „Mantissa consultationum et orationum“ eine Sammlung verschiedener Reden heraus, die zuvor auch einzeln publiziert worden waren. Dieses Werk diente in der Folge als Lehrbuch für Rhetorik an diversen deutschen Ritterakademien. Darin enthalten ist auch eine Rede mit dem Titel „Jubilaeum Lutheranum“ die er 1617 zum einhundertsten Reformationsjubiläum in Tübingen gehalten hatte.

## Weitere Werke
- Dissertatio de lege regia. Tübingen 1602 (Lansius widmete seine Dissertation dem Georg Erasmus von Tschernembl).
- Diverse Festreden für verschiedene Persönlichkeiten (z. B. Pro Illustri Collegio)
- Familienpredigten
- Einige Disputationen (z. B. De cura religionis)
- Bernhard Fabian: Handbuch der historischen Buchbestände in Deutschland, Österreich und Europa.
  - Universitätsbibliothek Tübingen: Der Fachbereich Statistik an der Universität Tübingen wird durch Schriften von drei Professoren repräsentiert, darunter zwei von Thomas Lansius aus dem 17. Jahrhundert,
  - Ratsbibliothek Schwäbisch Hall: Zur Rhetorik und Panegyrik liegen vornehmlich Werke des 17. und 18. Jhs. vor, unter anderem von Thomas Lansius (Ratsbibliothek Schwäbisch Hall).
- Thomas Lansius, digitalisiert und online zugänglich[11]
- Bericht über das Schicksal und den Verbleib der Fürstlichen Bibliothek auf Schloss Tübingen und der Bibliothek des Collegium Illustre in den Jahren 1634 und 1635. Tübingen am 7. Januar 1639. Abschrift 1888 (Universitätsbibliothek Tübingen, Handschriftenabteilung, Signatur: Mh 830).